# Pius Langa
Pius Nkonzo Langa SCOB (Bosbokrand, 25 maart 1939 – Johannesburg, 24 juli 2013) was een Zuid-Afrikaans rechtsgeleerde en rechter van het Constitutioneel Hof van Zuid-Afrika. Tussen 2005 en 2009 was hij de hoofdrechter van het Constitutioneel Hof.

## Leven en carrière
Pius Nkonzo Langa is op 25 maart 1939 in Bosbokrand in de Transvaal geboren. Hij kreeg zijn diploma in rechten aan de Universiteit van Zuid-Afrika in 1973 en zijn Bachelor of Laws (LLB) in 1976. Hij werkte in een kledingfabriek tussen 1957 en 1960, waarna hij als vertaler en gezant voor het Departement van Justitie werd aangesteld. Later werd hij een aanklager en bestuursambtenaar. Hij is in juni 1977 als advocaat van het Hooggerechtshof van Zuid-Afrika toegelaten. In januari 1994 werd hij tot senior advocaat bevorderd.
Na de beëindiging van de apartheid werd het Constitutioneel Hof van Zuid-Afrika opgericht. Langa werd, samen met tien anderen, als eerste rechter van het Constitutioneel Hof aangesteld. In augustus 1997 werd hij er tot adjunctpresident bevorderd en in november 2001 werd hij de adjunct-hoofdrechter van Zuid-Afrika. Tussen juni 2005 en oktober 2009 bekleedde hij de positie van hoofdrechter van het Constitutioneel Hof.
In april 2008 ontving Langa de titel Hoogste Raadsheer (SCOB) van de Orde van de Baobab voor zijn "uitzonderlijke verdiensten in recht, constitutionele wetgeving en mensenrechten". Langa overleed op 24 juli 2013 na een lang ziekbed in het Milpark Hospitaal van Johannesburg.